# Giovanni Coppiano
Giovanni José Coppiano Campoverde  (13 de noviembre de 1965-Guayaquil, Ecuador, 4 de abril de 2020) fue un licenciado en imagenología y payaso ecuatoriano, más conocido por dar vida al payaso Copito, quien fue pionero en el entretenimiento infantil a nivel nacional.

## Biografía
Estudió en el Colegio Nacional Vicente Rocafuerte de Guayaquil. Su pasión por la medicina lo llevó a graduarse de tecnólogo médico en radiología y de licenciado en imagenología. Fue magíster en Gerencia de Servicios de la Salud. Trabajó desde 1998, en el área de imágenes del Hospital de Niños Dr. Roberto Gilbert Elizalde.
Su amor por los niños no solo lo llevó a trabajar al hospital de niños, sino que también lo hizo ser un pionero en el entretenimiento infantil, al ser payaso, creando shows como el Payaso Copito, junto a bailarinas adolescentes, denominados Copito y sus Cheercopidance, cantaba y animaba a niños del hospital y en distintos eventos familiares y fiestas infantiles con la empresa que creó, llamada Copito Music Eventos.
Ha sido parte de eventos navideños infantiles para el Hospital del Niño Roberto Gilbert, cuando Giovanni y los fisioterapeutas Holger Potes y Rosita Triana desarrollaron en conjunto con los directivos del hospital, el evento Por una Sonrisa, junto a la Junta de Beneficencia de Guayaquil.

## Muerte
Falleció el 5 de abril de 2020, a los 55 años de edad, por complicaciones con el COVID-19 causado por el virus del SARS-CoV-2 durante la pandemia de enfermedad por coronavirus en Ecuador, al no encontrar atención en el hospital debido al colapso por la emergencia sanitaria.
El artista Martín Galarza "AU-D", manifestó por Twitter; "Siempre digo que la vida eterna está en el corazón de las personas a las que llegaste con tu bondad, talento y consejo, por eso no tengo ninguna duda en que Copito vivirá para siempre. Nunca conocí persona más entregada a la felicidad de los niños, su show infantil se quedará tatuado en los corazones de los que tuvimos la fortuna de disfrutar de su genialidad y entrega en el escenario" y añadió; "Hizo frente a la pandemia y es otro soldado caído. Gracias por ser parte de los recuerdos más hermosos que tengo con mis hijos. Estoy seguro de que el cielo tiene un lugar muy colorido y lleno de música para ti, te lo tienes más que merecido. Hasta vernos pronto mi querido Copito".